# SciFiNow
SciFiNow è un periodico di origine britannica pubblicato ogni 4 settimane dalla Imagine Publishing a Bournemouth, Regno Unito, e ha come argomenti principali i generi science fiction, horror e il fantasy. La sua prima pubblicazione è avvenuta nell'aprile 2007. La rivista si occupa di serie televisive, programmi TV e film con uno sguardo al passato, presente e futuro.
In 2010, SciFiNow ha vinto il Best Magazine Award al Fantasy Horror Award ad Orvieto, Italia.

## Edizione italiana
La versione italiana di SciFiNow vede la luce in edicola e on-line nell'Aprile 2011. Il primo numero, pubblicato dalla Funfactory Entertainment,  tratta di serie televisive di successo del passato come Doctor Who, Buck Rogers e Star Trek a quelle più attuali come Heroes, Battlestar Galactica e Visitors.
Si occupa di interviste a personaggi del mondo del cinema come Wes Craven, Vincenzo Natali, Gareth Edwards, scrittori come Larry Niven, Neil Gaiman, Terry Brooks e sceneggiatori come Alex Kurtzman, Roberto Orci e Mark Millar. All'interno c'è spazio anche per rubriche di home video, recensioni di libri, films e videogames.
In esclusiva per il mercato italiano interviste a Dario Argento, Gabriele Salvatores, Lamberto Bava e molti altri, a scrittori fantasy come Marco Davide,
Francesco Falconi, Pierdomenico Baccalario e Licia Troisi.
Nel primo numero fra le mille proposte: i 50 anni più importanti della fantascienza, un articolo di approfondimento sui migliori films, serie tv, fumetti e libri. La conclusione della serie televisiva Smallville e un viaggio nel passato con lo speciale dedicato alla serie classica di Star Trek.

## Riconoscimenti
Nel 2010 ha vinto il Best Magazine Award durante la prima edizione del Fantasy Horror Award tenutasi ad Orvieto.